# Liste der Baudenkmäler in Petersdorf (Schwaben)
Auf dieser Seite sind die Baudenkmäler in der schwäbischen Gemeinde Petersdorf zusammengestellt. Diese Tabelle ist eine Teilliste der Liste der Baudenkmäler in Bayern. Grundlage ist die Bayerische Denkmalliste, die auf Basis des Bayerischen Denkmalschutzgesetzes vom 1. Oktober 1973 erstmals erstellt wurde und seither durch das Bayerische Landesamt für Denkmalpflege geführt wird. Die folgenden Angaben ersetzen nicht die rechtsverbindliche Auskunft der Denkmalschutzbehörde.

## Baudenkmäler nach Ortsteilen

### Petersdorf
| Lage                             | Objekt                                | Beschreibung                                                                 | Akten-Nr.    | Bild           |
| -------------------------------- | ------------------------------------- | ---------------------------------------------------------------------------- | ------------ | -------------- |
| Deutschherrnstraße (Standort)    | Katholische Filialkirche St. Nikolaus | im Kern um 1470 (dendrochronologisch datiert), Chor um 1760; mit Ausstattung | D-7-71-155-1 | weitere Bilder |
| Deutschherrnstraße 15 (Standort) | Bauernhaus                            | erdgeschossiger Satteldachbau, 2. Hälfte 18. Jahrhundert                     | D-7-71-155-2 | Bauernhaus     |

### Alsmoos
| Lage                                                   | Objekt                                       | Beschreibung | Akten-Nr.    | Bild           |
| ------------------------------------------------------ | -------------------------------------------- | --- | ------------ | -------------- |
| Kapellenweg (an der Straße nach Gebersdorf) (Standort) | Katholische Marienkapelle                    | 1965; mit Ausstattung | D-7-71-155-5 | weitere Bilder |
| Kirchplatz 3 (Standort)                                | Katholische Pfarrkirche St. Johannes Baptist | flachgedeckter Saalbau mit eingezogenem Chor unter Stichkappentonne, Langhaus und Turmunterbau wohl 13. Jahrhundert, Chor 15. Jahrhundert, Umgestaltungen um 1720/30 und um 1770/80; mit Ausstattung | D-7-71-155-4 | weitere Bilder |

### Appertshausen
| Lage                        | Objekt              | Beschreibung          | Akten-Nr.    | Bild                |
| --------------------------- | ------------------- | --------------------- | ------------ | ------------------- |
| In Appertshausen (Standort) | Katholische Kapelle | 1885; mit Ausstattung | D-7-71-155-6 | Katholische Kapelle |

### Hohenried
| Lage                     | Objekt                                       | Beschreibung                                                      | Akten-Nr.    | Bild           |
| ------------------------ | -------------------------------------------- | ----------------------------------------------------------------- | ------------ | -------------- |
| Ringstraße 17 (Standort) | Katholische Pfarrkirche St. Georg und Gregor | Chor und Turm 15. Jahrhundert, Langhaus 1961 ff.; mit Ausstattung | D-7-71-155-8 | weitere Bilder |

### Schönleiten
| Lage                       | Objekt                  | Beschreibung                                                                                | Akten-Nr.     | Bild                  |
| -------------------------- | ----------------------- | ------------------------------------------------------------------------------------------- | ------------- | --------------------- |
| Schloßstraße 21 (Standort) | Sogenanntes Jägerhaus   | anstelle des ehemaligen Schlosses, erdgeschossiger Satteldachbau mit Schweifgiebel, um 1771 | D-7-71-155-9  | Sogenanntes Jägerhaus |
| Schloßstraße 22 (Standort) | Historische Ausstattung | in Kapellenneubau Maria Vesperbild von 1974 ff.                                             | D-7-71-155-10 | weitere Bilder        |

### Willprechtszell
| Lage                     | Objekt                                    | Beschreibung                                                                                      | Akten-Nr.     | Bild                                      |
| ------------------------ | ----------------------------------------- | ------------------------------------------------------------------------------------------------- | ------------- | ----------------------------------------- |
| Kirchweg 1 (Standort)    | Katholische Pfarrkirche Mariä Heimsuchung | einschiffiges Langhaus mit eingezogenem Chor, im Kern spätgotisch, 1733 erneuert; mit Ausstattung | D-7-71-155-11 | Katholische Pfarrkirche Mariä Heimsuchung |
| Schulstraße 6 (Standort) | Pfarrhaus                                 | stattlicher, zweigeschossiger Satteldachbau, wohl 1706                                            | D-7-71-155-12 | Pfarrhaus                                 |